# Ligue nationale du printemps du rugby à sept
La Ligue nationale du printemps du rugby à sept (Hangul : 전국 춘계 럭비 리그전) se déroule chaque année au printemps sur une douzaine de jours.
Elle est composée de quatre clubs professionnels.
En 2018, elle s'est déroulée à Uljin.

## Palmarès 2018
Vainqueur : KEPCO du Jeonnam (Gwangju) 전남(한국전력공사) 

Finaliste : KAFAC de Daejeon 대전(상무-국군체육부대) 

3e place : POSCO de Gyeongbuk (Pohang) 경북(포스코건설) 

4e place : Hyundai Glovis d'Incheon 인천(현대글로비스) 

## Palmarès 2017
Vainqueur : KEPCO du Jeonnam (Gwangju) 전남(한국전력공사) 

Finaliste : POSCO de Gyeongbuk (Pohang) 경북(포스코건설) 

3e place : Hyundai Glovis d'Incheon 인천(현대글로비스) 